# روگایی
روگایی (به لاتین: Rugāji) یک روستا در لتونی است که در شهرداری روگایی واقع شده‌است. روگایی ۵۴۷ نفر جمعیت دارد.